# Tremors (série télévisée)
Cet article concerne la série télévisée. Pour l'article sur le film, voir Tremors.
Tremors est une série télévisée américaine en treize épisodes de 42 minutes, créée par Brent Maddock, Nancy Roberts et S. S. Wilson et diffusée entre le 28 mars et le 8 août 2003 sur Sci Fi Channel. Elle est la suite du film Tremors 3 : Le Retour.
Au Québec, la série est diffusée depuis le 27 août 2003 sur Ztélé, et en France depuis le 19 décembre 2005 sur Sci Fi.

## Synopsis
Les habitants d'un petit village du Nevada sont confrontés à des vers préhistoriques géants qu'ils appellent les graboïdes.

## Distribution

### Acteurs principaux
- Victor Browne (pl) (VF : Guillaume Lebon) : Tyler Reed
- Gladise Jimenez (VF : Juliette Degenne) : Rosalita Sanchez
- Marcia Strassman (VF : Véronique Augereau) : Nancy Sterngood
- Lela Lee (en) (VF : Hélène Chanson) : Jodi Chang
- Dean Norris (VF : Jean-François Kopf) : W.D. Twitchell
- Michael Gross (VF : Jean-Luc Kayser) : Burt Gummer

### Acteurs secondaires
- J.D. Walsh : Larry Norvel (5 épisodes)
- Christopher Lloyd (VF : Pierre Hatet) : Dr Cletus Poffenberger (3 épisodes)
- Branscombe Richmond (VF : Pierre Dourlens) : Harlowe Winnemucca (3 épisodes)
- Sarah Rafferty : Dr Casey Matthews (3 épisodes)

- Version française
Société de doublage : Studio SOFI[2]
Adaptation des dialogues : Daniel Fica[2]

 Source et légende : version française (VF) sur RS Doublage et Doublage Séries Database

## Épisodes
1. Le Graboïde (Feeding Frenzy)
2. Stupeurs et hurlements (Shriek and Destroy)
3. En direct de Las Vegas (Blast from the Past)
4. La Mission (Hit and Run)
5. Projet 4-12 (Project 4-12)
6. La Danse du fantôme (Ghost Dance)
7. La Nuit des Shriekers (Night of the Shriekers)
8. Paranoïa (A Little Paranoia Among Friends)
9. Une belle plante (Flora or Fauna)
10. Les Droits du graboïde (Graboid Rights)
11. En eaux troubles (Water Hazard)
12. Quand la terre gronde (The Sounds of Silence)
13. La Clef (The Key)